# Iskiersand
Iskiersand (dänisch: Eskærsand(e)) ist ein kleiner Ort, dessen südlicher Teil der Gemeinde Munkbrarup und dessen nördlicher Teil der Gemeinde Glücksburg angehört.

## Lage
Iskiersand liegt nördlich vom Munkbraruper Ort Rüde. Die ersten Häuser Iskiersand 1–3 gehören ebenfalls zur Gemeinde Munkbrarup. Die anschließenden zur Gemeinde Glücksburg gehörenden Häuser tragen die Adressen Bockholm 1, 2, 4 und 4a. Am nördlichen Dorfrand beginnen der Glücksburger Ortsteil Bockholm und das Wahrberger Gebiet.

## Hintergrund
Die Landschaft der Flensburger Förde wurde in der Eiszeit geformt. Durch Schmelzwasser entstand damals bei Iskiersand ein sogenannter Binnensander. Der Ortsname ist 1655 erstmals dokumentiert. Er verweist auf die frühere Siedlungsstelle Iskier (dän. Eskær). Der Name setzt sich aus dän. esk (bzw. ask) für Esche, kær für Kratt, Buschwald und -sand zusammen. Der Geistliche Peter Paulsen erwähnte 1845 den Ort als „Iskjärsand“ in seinem „Versuch einer Schulstatistik des Herzogthums Schleswig“ als ein Kirchendorf Munkbrarups. Auf einer recht detaillierten, dänischen Karte von 1857/58 war der Ort als „Eskjærsande“ offensichtlich schon verzeichnet. 1863 wurde der Ort auf einer weiteren Karte unter dem Namen „Iskjär“ verzeichnet. Auf der Karte der Preußischen Landesaufnahme um 1879 war der Ort dann unter dem Namen „Iskjersand“ zu finden. Im Jahr 1923 war schließlich der Ort auf der aktualisierten Karte als „Iskiersand“ verzeichnet.
Das Reetdachhaus Bockholm 1, das Anfang des 19. Jahrhunderts errichtet worden war, brannte am 19. Juni 2019 nach einem Blitzeinschlag vollständig ab (Lage). Zuletzt hatte dort der Bildhauer Bernd Hansen gewohnt. Das Haus Bockholm 2 entstand 1874. Der Resthof Bockholm 4 entstand wohl Anfang des 18. Jahrhunderts auf einem Gelände, das „Dänische Lücke“ genannt wurde. In den 1950er Jahren wurde das Einfamilienhaus Bockholm 4a gebaut.